# 1893 في الولايات المتحدة
فيما يلي قوائم الأحداث التي وقعت خلال عام 1893 في الولايات المتحدة.

## سياسة

### تعيين في المنصب
- 9 يناير – جون هارت ماكجرو حاكم واشنطن [الإنجليزية]‏.
- 18 يناير – الياس كار حاكم كارولينا الشمالية [الإنجليزية]‏.
- 4 مارس – جروفر كليفلاند رئيس الولايات المتحدة.
- 4 مارس – فرانسيس كليفلاند السيدة الأولى للولايات المتحدة.
- 7 مارس – والتر كي جريشام وزير الخارجية الأمريكي.

### انتهاء فترة المنصب
- 2 يناير – أموس ووكر باربر حاكم وايومنغ  [لغات أخرى]‏.
- 3 يناير – آرثر كالفن ميليتي حاكم داكوتا الجنوبية [الإنجليزية]‏.
- 9 يناير – ديفيد آر. فرانسيس حاكم ميسوري  [لغات أخرى]‏.
- 10 يناير – جوزيف جورج فايفر حاكم إلينوي [الإنجليزية]‏.
- 10 يناير – جون لونغ روث Governor of Colorado [الإنجليزية]‏.
- 14 يناير – جيمس فيليب إيغل حاكم أركنساس  [لغات أخرى]‏.
- 18 يناير – توماس مايكل هولت حاكم كارولينا الشمالية [الإنجليزية]‏.
- 4 مارس – بنجامين هاريسون رئيس الولايات المتحدة.

## كتب
من الكتب التي صدرت هذه السنة في الولايات المتحدة:
- 1 يناير – ماغي: فتاة الشوارع من تأليف ستيفن كرين.

## مواليد

### يناير
- 25 يناير – وبستر كامبل ممثل من الولايات المتحدة الأمريكية.

### فبراير
- 10 فبراير – بيل تيلدن لاعب كرة مضرب أمريكي.[1]
- 10 فبراير – جيمي دورانت[2]
- 12 فبراير – عمر برادلي سياسي أمريكي.[3]
- 22 فبراير – توم فورمان ممثل أمريكي.[4]

### مارس
- 9 مايو – وليام مولتون مارستون عالم نفس أمريكي.[5][5]
- 21 مارس – فرانك دي وليامز مصور سينمائي أمريكي.
- 23 مارس – جوني ويلسون ملاكم من الولايات المتحدة الأمريكية.[6]
- 26 مارس – جيمس كونانت كيميائي أمريكي.[7]

### أبريل
- 7 أبريل – ألين ويلش دالاس[8]
- 11 أبريل – دين آتشيسون سياسي أمريكي.[9]
- 15 أبريل – غيل هنري ممثلة أمريكية.[10]
- 20 أبريل – هارولد لويد[11]
- 21 أبريل – روكي كانساس ملاكم من الولايات المتحدة الأمريكية.
- 27 أبريل – والاس أوسغود فين طبيب أمريكي.
- 29 أبريل – هارولد يوري[12]

### مايو
- 4 مايو – إدغار ديرينغ ممثل أمريكي.[13]
- 8 مايو – فرانسيس أويمت لاعب غولف من الولايات المتحدة الأمريكية.[14]
- 9 مايو – هنري جيلمان كيميائي أمريكي.[15]
- 9 مايو – وليام مولتون مارستون عالم نفس أمريكي.[5][5]
- 13 مايو – هنري موراي عالم نفس أمريكي.[16]
- 17 مايو – فريدريك مكينلي جونز[17]
- 23 مايو – كارلتون غريفين ممثل أمريكي.[18]
- 25 مايو – كاثرين آدامز ممثلة من الولايات المتحدة الأمريكية.[19]

### يونيو
- 8 يونيو – إرنست بي. شودساك مخرج أفلام أمريكي.[20]
- 19 يونيو – هيلين هولمز ممثلة أمريكية.
- 24 يونيو – دوغلاس مكاي سياسي أمريكي.[21]
- 24 يونيو – روي أوليفر ديزني[22]

### يوليو
- 1 يوليو – والتر فرانسيس وايت[23]
- 3 يوليو – جورجينا كليتغارد رسامة أمريكية.[24]
- 8 يوليو – أبراهام راتنر فنان أمريكي.[25]
- 10 يوليو – كيد نورفولك ملاكم من الولايات المتحدة الأمريكية.
- 11 يوليو – إدوارد ستينسون طيار من الولايات المتحدة الأمريكية.
- 18 يوليو – ريتشارد ديكس[26]

### أغسطس
- 6 أغسطس – رايت باتمان سياسي أمريكي.[27]
- 8 أغسطس – دونالد ديفيدسون[28]
- 17 أغسطس – ماي وست[29]
- 30 أغسطس – هيوي لونغ سياسي أمريكي.[30]

### سبتمبر
- 6 سبتمبر – إيرفينغ بيكون[31]
- 6 سبتمبر – كلير لي شينو[32]

### أكتوبر
- 6 أكتوبر – إيرل هودجينز[33]
- 14 أكتوبر – ليليان غيش[34]
- 17 أكتوبر – ريتشارد كونيل[35]
- 20 أكتوبر – تشارلي تشيس[36]
- 23 أكتوبر – جان آكر[37]
- 24 أكتوبر – ميرين كوبر[38]

### نوفمبر
- 3 نوفمبر – روبرت ليندلي موراي لاعب كرة مضرب من الولايات المتحدة.
- 6 نوفمبر – إدسل فورد رائد أعمال من الولايات المتحدة الأمريكية.[39]
- 13 نوفمبر – إدوارد دويزي[40]
- 24 نوفمبر – فيرن أندرا ممثلة ألمانية.[41]
- 26 نوفمبر – وليام هوارد شوستر فنان أمريكي.[42]

### ديسمبر
- 13 ديسمبر – ريتشارد بارك لاعب زلاجة جماعية من الولايات المتحدة الأمريكية.
- 25 ديسمبر – هاري ستينقفيست درّاج طريق سويدي.

## وفيات

### يناير
- 17 يناير – رذرفورد هايز (مواليد 1822) سياسي أمريكي.[43]
- 27 يناير – جيمس جي بلين (مواليد 1830) سياسي أمريكي.[44]
- 27 يناير – جيمس كامبل (مواليد 1812) سياسي أمريكي.[45]

### فبراير
- 20 فبراير – بيير بيوريغارد (مواليد 1818) سياسي أمريكي.[46]

### يونيو
- 7 يونيو – إدوين بوث (مواليد 1833)[47]

### يوليو
- 8 يوليو – ابراهام كوركيندول أليسون (مواليد 1810) سياسي من الولايات المتحدة الأمريكية.

### سبتمبر
- 7 سبتمبر – هاميلتون فيش (مواليد 1808) سياسي أمريكي.[48]

### أكتوبر
- 19 أكتوبر – لوسي ستون (مواليد 1818) داعية أمريكية وإحدى أشد المناصرين والمنظمين لدعم حقوق المرأة.[49]

### نوفمبر
- 2 نوفمبر – تشارلز باويل آدامز (مواليد 1831)[50]
- 24 نوفمبر – جون ارميا يعقوب (مواليد 1829) سياسي أمريكي.[51]